# Gho Manhasan
Gho Manhasan là một thị xã và là nơi đặt ủy ban khu vực quy hoạch (notified area committee) của quận Jammu thuộc bang Jammu và Kashmir, Ấn Độ.

## Nhân khẩu
Theo điều tra dân số năm 2001 của Ấn Độ, Gho Manhasan có dân số 3709 người. Phái nam chiếm 53% tổng số dân và phái nữ chiếm 47%. Gho Manhasan có tỷ lệ 67% biết đọc biết viết, cao hơn tỷ lệ trung bình toàn quốc là 59,5%: tỷ lệ cho phái nam là 74%, và tỷ lệ cho phái nữ là 60%. Tại Gho Manhasan, 12% dân số nhỏ hơn 6 tuổi.